# Constantin Mișelăricu
Constantin Mișelăricu (n. 25 septembrie 1989) este un fotbalist român.

## Titluri
Oțelul Galați
- Liga I (1): 2010-2011[1]